# Courçais
 Courçais  là một xã ở tỉnh Allier thuộc miền trung nước Pháp.